# Посуш'є (громада)
Посуш'є (хорв. і босн. Općina Posušje, серб. Општина Посушје) — боснійська громада, розташована в Західногерцеговинському кантоні Федерації Боснії і Герцеговини. Адміністративним центром є місто Посуш'є.
| Боснія і Герцеговина | Це незавершена стаття з географії Боснії і Герцеговини. Ви можете допомогти проєкту, виправивши або дописавши її. |